# جامعة لوتسك التقنية الوطنية
جامعة لوتسك التقنية الوطنية (بالأوكرانية: Луцький національний технічний університет) إحدى الجامعات الأوكرانية الحكومية ذات المستوى الرابع. أُسِّسَت عام 1966.

## الكليات
- كلية الهندسة الميكانيكية
- كلية علوم الحاسوب وتكنولوجيا المعلومات
- كلية التكنولوجيا
- كلية البناء والتصميم
- كلية البيئة وأنظمة الطاقة
- كلية إدارة الأعمال
- كلية المحاسبة والمالية

## الخريجون المشهورين
- رومانيوك ميكولا ياروسلافوفيتش - رئيس بلدية لوتسك
- الكساندر يفكينوفيج - مغني استعراضي أوكراني
- ابازا الينا اناتوليفنا - اعلامية في القناة 5 الأوكراننية
- ميخاييل تاراس فلاديميروفج - لاعب المنتخب الأوكراني